# Église du Sacré-Cœur-de-Jésus d'Ermesinde

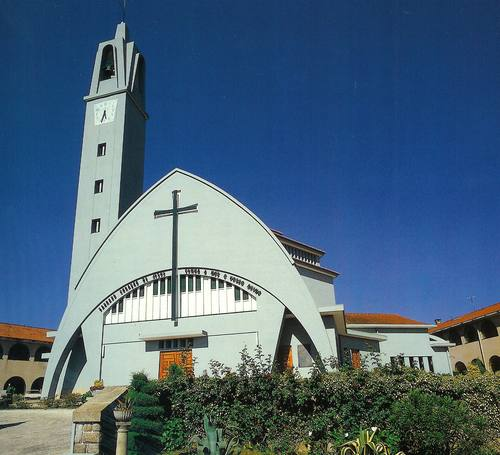
L'Église-Sanctuaire du Sacré-Cœur de Jésus en Ermesinde, nord du Portugal.

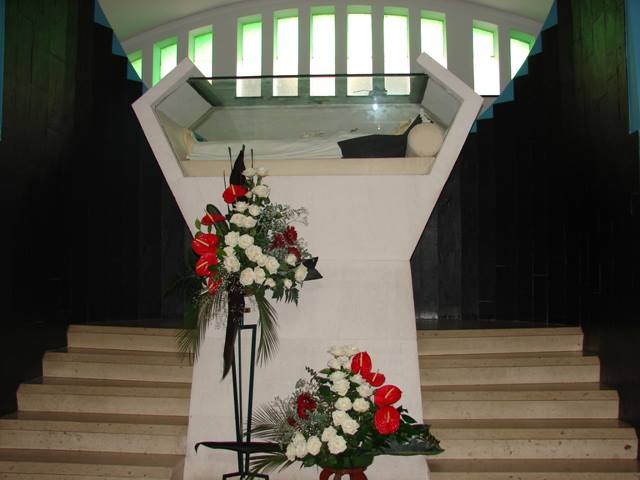
Tombe-reliquaire avec le corps incorrompu de la bienheureuse Marie du Divin Cœur.

Pour les articles homonymes, voir Église du Sacré-Cœur.
L'église du Sacré-Cœur de Jésus (également appelée Église du Bon-Pasteur ou Sanctuaire du Sacré-Cœur de Jésus) est une église catholique dédiée au culte du Sacré-Cœur de Jésus et qui est située dans la ville d'Ermesinde, municipalité de Valongo, district de Porto, région Nord du Portugal.
Cette église-sanctuaire imposante a été construite entre le 14 juillet 1957 et 21 avril 1966, et consacrée au Cœur du Christ dans l'accomplissement d'un vœu de Sœur Marie du Divin Cœur, comtesse Droste zu Vischering, ume personnalité de la vie religieuse qui est devenue bien connu pour avoir influencé le pape Léon XIII à faire la consécration du monde au Sacré-Cœur de Jésus. Plus tard, en 1964, cette même religieuse de la Congrégation de Notre-Dame de Charité du Bon-Pasteur et Mère supérieure du couvent du Bon-Pasteur de Porto, a été proclamé vénérable par l'Église catholique et a été plus tard béatifié le 1er novembre 1975 par le pape Paul VI.
Selon les écrits de la bienheureuse Sœur Marie du Divin Cœur Droste zu Vischering, Jésus lui a révélé une promesse par rapport à cette Église:
« Il y a longtemps, comme vous le savez, que c'est mon désir de construire sur le terrain du Bon-Pasteur une église. Indécis sur l'invocation de la même, j'ai prié et consulté de nombreuses personnes mais sans parvenir à une conclusion. Le premier vendredi du mois, j'ai demandé au Seigneur de m'éclairer sur ce sujet. Après la Sainte Communion, Il m'a dit: « – Je veux que l'Église soit consacré à Mon Cœur. Vous devez ériger ici un lieu de réparation: pour Ma part, il sera un lieu des grâces. Je vais distribuer abondamment des grâces à tous les habitants de cette maison, a ceux qui y vivent, a ceux qui vont y vivre, et même a les gens de leurs relations ». Puis il m'a dit qu'il voulait cette Église, en particulier, comme un lieu de réparation pour les sacrilèges et pour obtenir des grâces pour le clergé. »
Cette église-sanctuaire est devenue, par cette promesse, dans un important lieu de pèlerinage catholique par tous qui cherchent à approfondir leur dévotion au Sacré-Cœur de Jésus à travers la vie et l'œuvre de Sœur Marie du Divin Cœur. Dans son intérieur est venerée la tombe-reliquaire avec le corps incorrompu de la bienheureuse.